# Парламентські вибори в Венесуелі 2015
Парламентські вибори в Венесуелі пройшли 6 грудня 2015 року. Члени опозиції вважали, що президент Ніколас Мадуро міг призупинити вибори, але, за словами Мадуро, вибори б відбулися навіть за найбільш несприятливих обставин.

## Довідка
З 1999 року на Конституційних виборах до Національної асамблеї більшість незмінно здобували політичні сили, які підтримували президента Уго Чавеса. Під час парламентських виборів 2005 року більшість опозиційних партій вирішили відмовитися від участі, в результаті чого всі місця в Національній асамблеї здобувала політична партія «Рух п'ятої республіки» та інші політичні сили, що підтримували Чавеса. Для участі у виборах 2010 року був сформований блок опозиційних партій «Демократичне об'єднання круглого столу» якому вдалося здобути 64 місця. ЄСПВ (Об'єднана соціалістична партія Венесуели), яка була сформована як союз, утворений Чавесом з членів політичної партії Рух п'ятої республіки і рядом дрібніших партій, здобула 96 місць та зберегла більшість в асамблеї, проте втратила кваліфіковану більшість, для якої необхідно мати дві третини і три п'ятих кількості голосів у парламенті. Невелика політична партія лівого спрямування «Вітчизна для всіх» здобула два місця. Після смерті Чавеса в 2013 році Мадуро, якого обрав своїм наступником Чавес, був обраний президентом з невеликим відривом від свого суперника. На цій посаді він продовжує ідеологічну політику Чавеса. Блок опозиційних партій «Демократичне об'єднання круглого столу» має намір покращити свій результат на виборах порівняно з попереднім разом і покласти край керуванню уряду ЄСПВ, тоді як Мадуро заявляє, що вірить у своїх виборців, котрі допоможуть йому знову здобути більшість.

## Акції протесту
У 2014 у Венесуелі відбувся ряд протестів та демонстрацій. Протести були викликані інфляцією, насильством та дефіцитом споживчих товарів у Венесуелі. Протести були в основному мирними, хоча деякі закінчилися й ескалацією насилля як із боку мітингувальників, так і з боку влади. Уряд звинуватив «фашистських» лідерів опозиції, капіталістів та вплив іноземних держав в організації протестів. У той час сам уряд звинуватили в цензурі та підтримці груп, так званих «колективів», що чинили насильство проти демонстрантів, та в політичних арештах останніх.

## Виборча система
Починаючи з 2015 року, 167 членів Національної асамблеї обираються за змішаною мажоритарною системою: 113 членів обираються системою виборів, де перемагає той, хто здобуває більшість голосів виборців у 87 виборчих округах. У загальному 51 депутатів обирається голосуванням за закритими списками виборцями 23 штатів та столичного округу. Місця в Національній асамблеї розподіляються між партіями за допомогою методу д'Ондта. Ще три місця призначено для представників корінних народів і депутати обираються, відповідно, місцевою громадою.
Опозиційна коаліція провела 17 травня попередні вибори в 33 з 87 виборчих округів, для того, щоб вибрати серед представників партії кандидатів на 42 місця в Національну асамблею: очікується, що ще 125 додаткових кандидатів, будуть відібрані методом «консенсусу» серед партійних лідерів, хоча пізніше в передвиборчі правила були внесені зміни і тепер 40% кандидатів від опозиції повинні становити жінки, а також заборонили декільком популярним кандидатам від опозиції виїжджати за межі держави, крок, який експерти назвали неконституційним. 28 червня партія ЄСПВ провела  попередні вибори у всіх 87 виборчих округах та заявила про те, що в них взяли участь 3,162,400 виборців, хоча деякі болівійські спостерігачі праймеріз повідомляють про значне зменшення виборців, які взяли участь у цих виборах — до менш ніж 1 млн учасників, або близько 10% членів партії.

## Спостереження за виборами
10 жовтня 2015 року представники Бразилії відмовилися брати участь у складі місії спостерігачів, завданням якої було працювати на виборах  у Венесуелі. Вони заявили, що причиною такого кроку є відсутність гарантій з боку уряду цієї соціалістичної держави, а також заборона вибору голови делегації.

## Результати

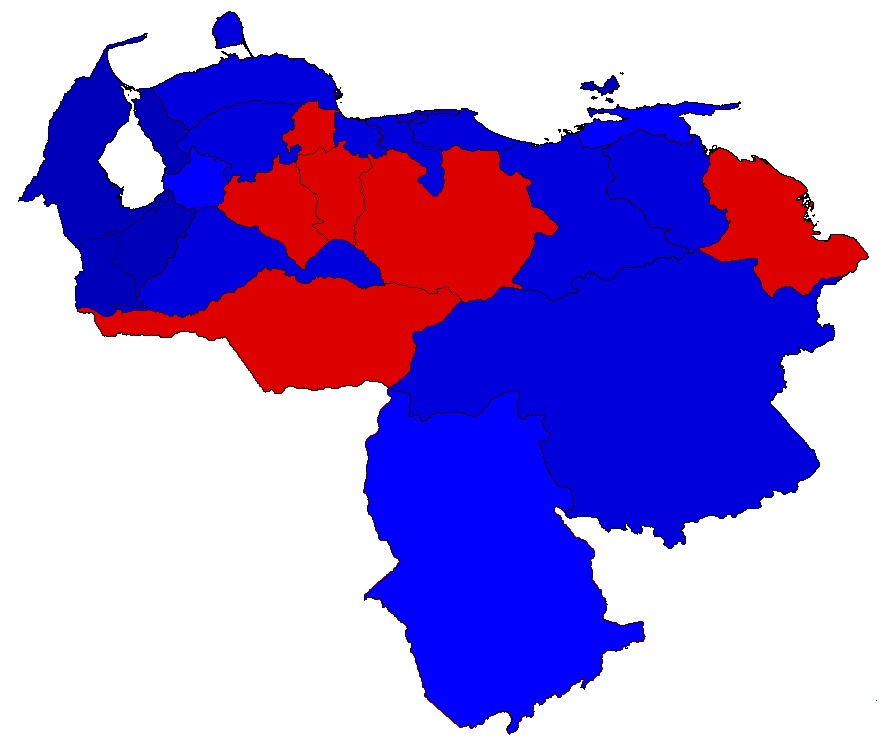
Результати голосування за списки залежно від штату.

Опозиційний «Круглий стіл демократичної єдності» в результаті виборів здобув 99 місць зі 167, поклавши край 18-річному правлінню лівих соціалістів у законодавчому органі країни. Соціалісти дістануть 46 мандатів.
З часу приходу до влади Уго Чавеса в 1999 році це — перший програш Єдиної соціалістичної партії Венесуели. Президент-соціаліст Ніколас Мадуро визнав поразку, що значно знижує небезпеку насильства і позаконституційного протиборства влади та опозиції. За його словами, у поразці ідей прихильників колишнього президента Уго Чавеса винен великий бізнес, який буцімто саботував розвиток економіки.
|                                                                                           |                                          |            |       |       |     |
| Партія                                                                                    | Партія                                   | Голосів    | %     | Місць | +/– |
|                                                                                           | Круглий стіл демократичної єдності       | 7 726 066  | 56,22 | 109   | ▲45 |
|                                                                                           | Об'єднана соціалістична партія Венесуели | 5 622 844  | 40,91 | 55    | ▼41 |
|                                                                                           | Інші                                     | 394 064    | 2,87  | 0     | ▼2  |
|                                                                                           | Представники корінних народів            | –          | –     | 3     | ▬   |
| Недійсні голоси/проти всіх                                                                | Недійсні голоси/проти всіх               | 686 119    | –     | –     | –   |
| Всього                                                                                    | Всього                                   | 14 385 349 | 100   | 167   | ▲2  |
| Зареєстровані виборці/явка                                                                | Зареєстровані виборці/явка               | 19 504 106 | 74,17 | –     | –   |
| Джерело: CNE [Архівовано 10 грудня 2015 у Wayback Machine.] (100,0% підрахованих голосів) |                                          |            |       |       |     |

Правоцентристська опозиція своєю нинішньою перемогою завдячує перш за все глибокій економічній кризі у державі, яку, на думку аналітиків, спровокувало падіння цін на нафту — основний експортний товар Венесуели. У країні разюча інфляція (понад 80%), серйозна нестача основних продуктів харчування, дорожнеча. Водночас опозиція поки що не оприлюднила чіткої програми виходу з економічної кризи, оскільки в її лавах залишаються помітні розбіжності з цього приводу.
Перемога опозиції дає їй змогу оскаржувати президентське крісло пана Мадуро. Однак питання про референдум можуть поставити після закінчення половини строку його правління, у квітні 2016 року. Проте президентська «Єдина соціалістична партія» все ще залишається серйозною силою, оскільки контролює владу в більшості муніципалітетів країни.

## Наслідки
Виборча поразка Єдиної соціалістичної партії Венесуели вперше за 16 років — дошкульний удар не тільки по прибічниках партії, а й по латиноамериканському соціалізму загалом. Явка на виборах становила 74,3%. Це вказує на те, що більшість населення країни розчарувалася в соціалістичних ідеях. Крім того, у листопаді на президентських виборах в Аргентині переміг опозиційний кандидат Маурісіо Макрі, таким чином завершивши в країні 12-річне правління лівих сил. У Бразилії президент від лівих Ділма Руссефф відкидає звинувачення його в корупції, які кінець кінцем можуть призвести до його імпічменту.
Окрім звинувачень ЄСПВ у провальній економічній політиці та розтраті нафтових ресурсів, опозиціонери дорікають чинному президенту Ніколасу Мадуро, що той встановлює в країні авторитарний режим на зразок путінського. З огляду на те, що він, як і вся правляча партія, має дружні відносини з президентом Путіним, програш соціалістів, безсумнівно, виведе Венесуелу, яка до цих виборів була єдиним реальним союзником Росії в регіоні, зі сфери впливу останньої. Першим свідченням цього можна вважати рекомендацію «Роснефти» сім'ям своїх співробітників покинути Венесуелу після виборів, а також припущення заступника голови російсько-венесуельської ділової ради, колишнього депутата Держдуми Володимира Семаго про те, що новий парламент може домагатися розірвання договору Petroleos de Venezuela з «Роснефтью» про розробку запасів нафти, оголосивши його «угодою з примусу».